# Riu de la Pedra
El Riu de la Pedra és un riu l'antic terme d'Isona, actualment pertanyent al terme municipal d'Isona i Conca Dellà, tot i que té l'origen a l'antic terme de Benavent de Tremp.
Neix al nord-oest del poble de Benavent de la Conca, a prop de la masia anomenada com el riu: la Pedra. En direcció nord-oest va a buscar el costat nord del poble de Covet, i marca el barranc que separa aquest poble dels Masos de Sant Martí.
S'aboca en el riu de Conques prop de Cal Moretes i de la Cabana del Canut.